# World Series Most Valuable Player Award

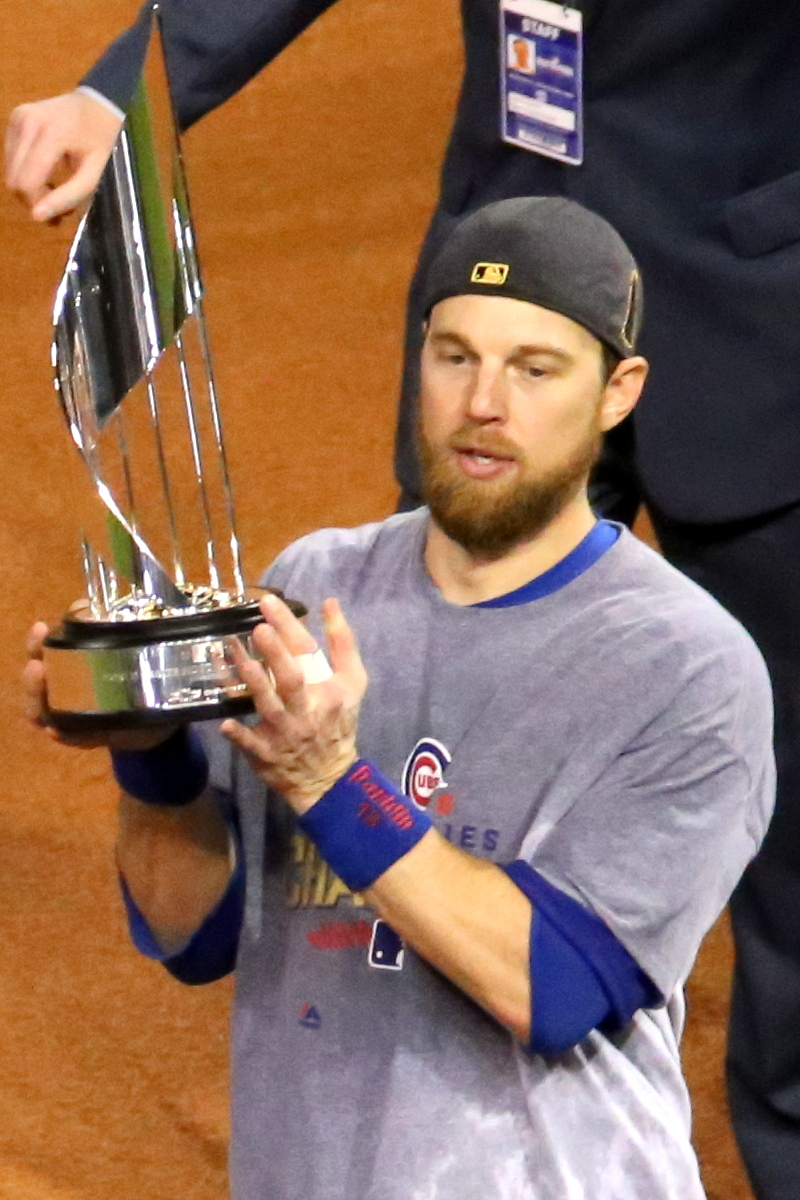
Ben Zobrist con il World Series MVP award, assegnatogli nel 2016.

Il Willie Mays World Series Most Valuable Player Award è un riconoscimento che viene assegnato annualmente al giocatore che si è maggiormente distinto durante le World Series, la serie finale che assegna il titolo di campioni della Major League Baseball. Dal 2017 la MLB ha dedicato il premio al membro della Hall of Fame Willie Mays.

## Storia
Il premio venne istituito nel 1955 dalla rivista Sport Magazine: il vincitore era selezionato dai redattori della testata e il nome veniva annunciato subito dopo la conclusione dell'ultima partita delle World Series. Il premio era sponsorizzato dalla Chevrolet che durante la premiazione annuale presentava al pubblico il nuovo modello della Corvette.
Solo quattro giocatori hanno ricevuto questo riconoscimento due volte: Sandy Koufax (1963 e 1965), Bob Gibson (1964 e 1967),Reggie Jackson (1973 e 1977) e Corey Seager (2020 e 2023); questi ultimi due sono gli unici ad aver vinto il premio con due squadre diverse.. Bobby Richardson detiene invece il primato di essere il solo giocatore ad essere stato nominato MVP delle World Series pur giocando nella squadra perdente.

## Vincitori

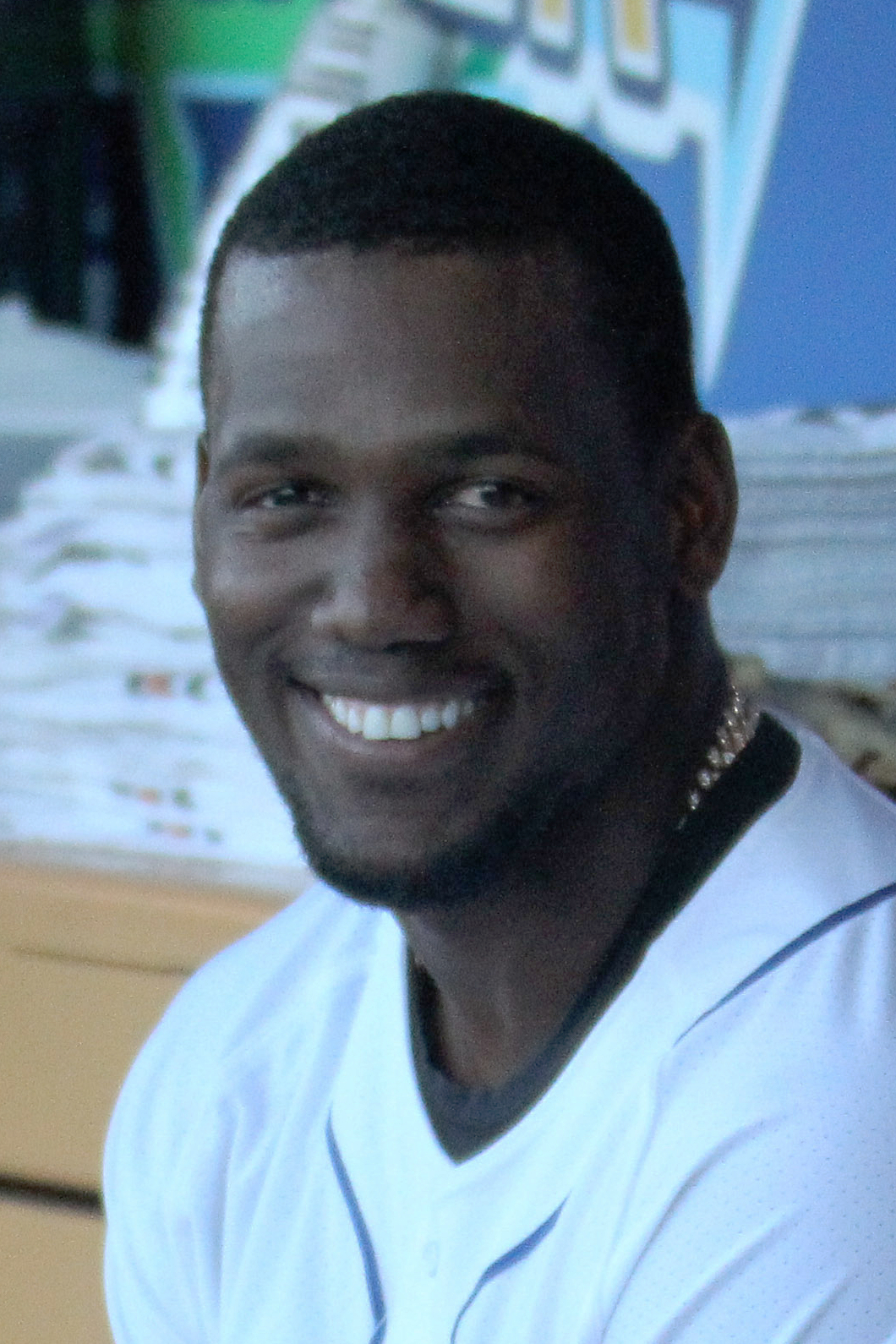
Jorge Soler è stato l'MVP delle World Series 2021

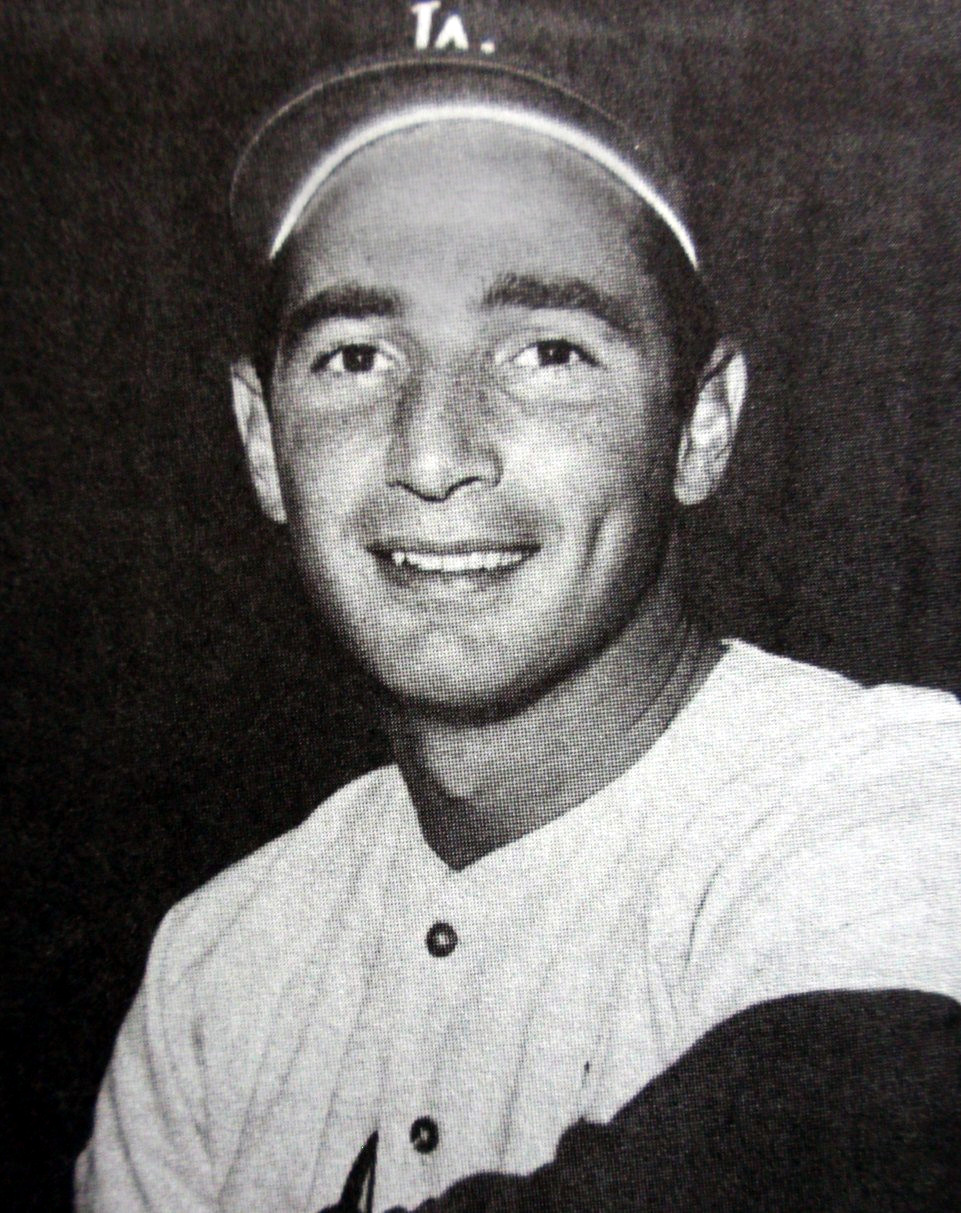
Sandy Koufax, assieme a Bob Gibson e Reggie Jackson, è l'unico ad avere vinto il premio due volte

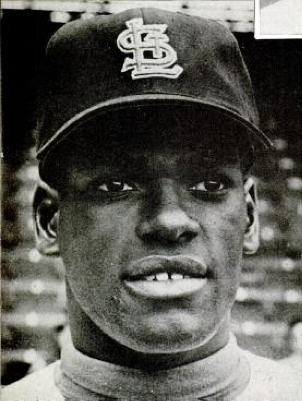
Bob Gibson

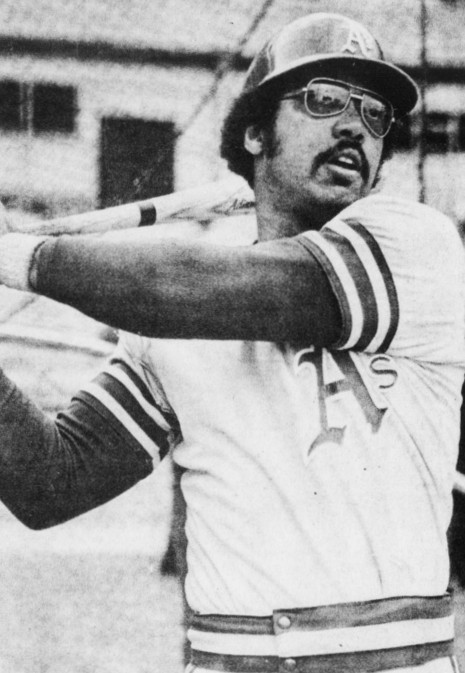
Reggie Jackson

| Anno | Naz.                                               | Vincitore                                          | Ruolo                                              | Lega                                               | Squadra                                            | Note                                               |
| ---- | -------------------------------------------------- | -------------------------------------------------- | -------------------------------------------------- | -------------------------------------------------- | -------------------------------------------------- | -------------------------------------------------- |
| 1955 | Stati Uniti (bandiera)                             | Johnny Podres                                      | P                                                  | NL                                                 | Brooklyn Dodgers                                   | [ 3 ]                                              |
| 1956 | Stati Uniti (bandiera)                             | Don Larsen                                         | P                                                  | AL                                                 | New York Yankees                                   | [ 4 ]                                              |
| 1957 | Stati Uniti (bandiera)                             | Lew Burdette                                       | P                                                  | NL                                                 | Milwaukee Braves                                   | [ 5 ]                                              |
| 1958 | Stati Uniti (bandiera)                             | Bob Turley                                         | P                                                  | AL                                                 | New York Yankees                                   | [ 6 ]                                              |
| 1959 | Stati Uniti (bandiera)                             | Larry Sherry                                       | P                                                  | NL                                                 | Los Angeles Dodgers                                | [ 7 ]                                              |
| 1960 | Stati Uniti (bandiera)                             | Bobby Richardson                                   | 2B                                                 | AL                                                 | New York Yankees                                   | [ 8 ]                                              |
| 1961 | Stati Uniti (bandiera)                             | Whitey Ford                                        | P                                                  | AL                                                 | New York Yankees                                   | [ 9 ]                                              |
| 1962 | Stati Uniti (bandiera)                             | Ralph Terry                                        | P                                                  | AL                                                 | New York Yankees                                   | [ 10 ]                                             |
| 1963 | Stati Uniti (bandiera)                             | Sandy Koufax                                       | P                                                  | NL                                                 | Los Angeles Dodgers                                | [ 11 ]                                             |
| 1964 | Stati Uniti (bandiera)                             | Bob Gibson                                         | P                                                  | NL                                                 | St. Louis Cardinals                                | [ 12 ]                                             |
| 1965 | Stati Uniti (bandiera)                             | Sandy Koufax                                       | P                                                  | NL                                                 | Los Angeles Dodgers                                | [ 13 ]                                             |
| 1966 | Stati Uniti (bandiera)                             | Frank Robinson                                     | OF                                                 | AL                                                 | Baltimore Orioles                                  | [ 14 ]                                             |
| 1967 | Stati Uniti (bandiera)                             | Bob Gibson                                         | P                                                  | NL                                                 | St. Louis Cardinals                                | [ 15 ]                                             |
| 1968 | Stati Uniti (bandiera)                             | Mickey Lolich                                      | P                                                  | AL                                                 | Detroit Tigers                                     | [ 16 ]                                             |
| 1969 | Stati Uniti (bandiera)                             | Donn Clendenon                                     | 1B                                                 | NL                                                 | New York Mets                                      | [ 17 ]                                             |
| 1970 | Stati Uniti (bandiera)                             | Brooks Robinson                                    | 3B                                                 | AL                                                 | Baltimore Orioles                                  | [ 18 ]                                             |
| 1971 | Porto Rico (bandiera)                              | Roberto Clemente                                   | OF                                                 | NL                                                 | Pittsburgh Pirates                                 | [ 19 ]                                             |
| 1972 | Stati Uniti (bandiera)                             | Gene Tenace                                        | C                                                  | AL                                                 | Oakland Athletics                                  | [ 20 ]                                             |
| 1973 | Stati Uniti (bandiera)                             | Reggie Jackson                                     | OF                                                 | AL                                                 | Oakland Athletics                                  | [ 21 ]                                             |
| 1974 | Stati Uniti (bandiera)                             | Rollie Fingers                                     | P                                                  | AL                                                 | Oakland Athletics                                  | [ 22 ]                                             |
| 1975 | Stati Uniti (bandiera)                             | Pete Rose                                          | 3B                                                 | NL                                                 | Cincinnati Reds                                    | [ 23 ]                                             |
| 1976 | Stati Uniti (bandiera)                             | Johnny Bench                                       | C                                                  | NL                                                 | Cincinnati Reds                                    | [ 24 ]                                             |
| 1977 | Stati Uniti (bandiera)                             | Reggie Jackson                                     | OF                                                 | AL                                                 | New York Yankees                                   | [ 25 ]                                             |
| 1978 | Stati Uniti (bandiera)                             | Bucky Dent                                         | SS                                                 | AL                                                 | New York Yankees                                   | [ 26 ]                                             |
| 1979 | Stati Uniti (bandiera)                             | Willie Stargell                                    | 1B                                                 | NL                                                 | Pittsburgh Pirates                                 | [ 27 ]                                             |
| 1980 | Stati Uniti (bandiera)                             | Mike Schmidt                                       | 3B                                                 | NL                                                 | Philadelphia Phillies                              | [ 28 ]                                             |
| 1981 | Stati Uniti (bandiera)                             | Ron Cey                                            | 3B                                                 | NL                                                 | Los Angeles Dodgers                                | [ 29 ]                                             |
| 1981 | Rep. Dominicana (bandiera)                         | Pedro Guerrero                                     | OF                                                 | NL                                                 | Los Angeles Dodgers                                | [ 29 ]                                             |
| 1981 | Stati Uniti (bandiera)                             | Steve Yeager                                       | C                                                  | NL                                                 | Los Angeles Dodgers                                | [ 29 ]                                             |
| 1982 | Stati Uniti (bandiera)                             | Darrell Porter                                     | C                                                  | NL                                                 | St. Louis Cardinals                                | [ 30 ]                                             |
| 1983 | Stati Uniti (bandiera)                             | Rick Dempsey                                       | C                                                  | AL                                                 | Baltimore Orioles                                  | [ 31 ]                                             |
| 1984 | Stati Uniti (bandiera)                             | Alan Trammell                                      | SS                                                 | AL                                                 | Detroit Tigers                                     | [ 32 ]                                             |
| 1985 | Stati Uniti (bandiera)                             | Bret Saberhagen                                    | P                                                  | AL                                                 | Kansas City Royals                                 | [ 33 ]                                             |
| 1986 | Stati Uniti (bandiera)                             | Ray Knight                                         | 3B                                                 | NL                                                 | New York Mets                                      | [ 34 ]                                             |
| 1987 | Stati Uniti (bandiera)                             | Franck Viola                                       | P                                                  | AL                                                 | Minnesota Twins                                    | [ 35 ]                                             |
| 1988 | Stati Uniti (bandiera)                             | Orel Hershiser                                     | P                                                  | NL                                                 | Los Angeles Dodgers                                | [ 36 ]                                             |
| 1989 | Stati Uniti (bandiera)                             | Dave Stewart                                       | P                                                  | AL                                                 | Oakland Athletics                                  | [ 37 ]                                             |
| 1990 | Rep. Dominicana (bandiera)                         | José Rijo                                          | P                                                  | NL                                                 | Cincinnati Reds                                    | [ 38 ]                                             |
| 1991 | Stati Uniti (bandiera)                             | Jack Morris                                        | P                                                  | AL                                                 | Minnesota Twins                                    | [ 39 ]                                             |
| 1992 | Stati Uniti (bandiera)                             | Pat Borders                                        | C                                                  | AL                                                 | Toronto Blue Jays                                  | [ 40 ]                                             |
| 1993 | Stati Uniti (bandiera)                             | Paul Molitor                                       | 3B/DH                                              | AL                                                 | Toronto Blue Jays                                  | [ 41 ]                                             |
| 1994 | Non disputate a causa dello sciopero dei giocatori | Non disputate a causa dello sciopero dei giocatori | Non disputate a causa dello sciopero dei giocatori | Non disputate a causa dello sciopero dei giocatori | Non disputate a causa dello sciopero dei giocatori | Non disputate a causa dello sciopero dei giocatori |
| 1995 | Stati Uniti (bandiera)                             | Tom Glavine                                        | P                                                  | NL                                                 | Atlanta Braves                                     | [ 42 ]                                             |
| 1996 | Stati Uniti (bandiera)                             | John Wetteland                                     | P                                                  | AL                                                 | New York Yankees                                   | [ 43 ]                                             |
| 1997 | Cuba (bandiera)                                    | Liván Hernández                                    | P                                                  | NL                                                 | Florida Marlins                                    | [ 44 ]                                             |
| 1998 | Stati Uniti (bandiera)                             | Scott Brosius                                      | 3B                                                 | AL                                                 | New York Yankees                                   | [ 45 ]                                             |
| 1999 | Panama (bandiera)                                  | Mariano Rivera                                     | P                                                  | AL                                                 | New York Yankees                                   | [ 46 ]                                             |
| 2000 | Stati Uniti (bandiera)                             | Derek Jeter                                        | SS                                                 | AL                                                 | New York Yankees                                   | [ 47 ]                                             |
| 2001 | Stati Uniti (bandiera)                             | Randy Johnson                                      | P                                                  | NL                                                 | Arizona Diamondbacks                               | [ 48 ]                                             |
| 2001 | Stati Uniti (bandiera)                             | Curt Schilling                                     | P                                                  | NL                                                 | Arizona Diamondbacks                               | [ 48 ]                                             |
| 2002 | Stati Uniti (bandiera)                             | Troy Glaus                                         | 3B                                                 | AL                                                 | Anaheim Angels                                     | [ 49 ]                                             |
| 2003 | Stati Uniti (bandiera)                             | Josh Beckett                                       | P                                                  | NL                                                 | Florida Marlins                                    | [ 50 ]                                             |
| 2004 | Rep. Dominicana (bandiera)                         | Manny Ramírez                                      | OF                                                 | AL                                                 | Boston Red Sox                                     | [ 51 ]                                             |
| 2005 | Stati Uniti (bandiera)                             | Jermaine Dye                                       | OF                                                 | AL                                                 | Chicago White Sox                                  | [ 52 ]                                             |
| 2006 | Stati Uniti (bandiera)                             | David Eckstein                                     | SS                                                 | NL                                                 | St. Louis Cardinals                                | [ 53 ]                                             |
| 2007 | Porto Rico (bandiera)                              | Mike Lowell                                        | 3B                                                 | AL                                                 | Boston Red Sox                                     | [ 54 ]                                             |
| 2008 | Stati Uniti (bandiera)                             | Cole Hamels                                        | P                                                  | NL                                                 | Philadelphia Phillies                              | [ 55 ]                                             |
| 2009 | Giappone (bandiera)                                | Hideki Matsui                                      | DH                                                 | AL                                                 | New York Yankees                                   | [ 56 ]                                             |
| 2010 | Colombia (bandiera)                                | Édgar Rentería                                     | SS                                                 | NL                                                 | San Francisco Giants                               | [ 57 ]                                             |
| 2011 | Stati Uniti (bandiera)                             | David Freese                                       | 3B                                                 | NL                                                 | St. Louis Cardinals                                | [ 58 ]                                             |
| 2012 | Venezuela (bandiera)                               | Pablo Sandoval                                     | 3B                                                 | NL                                                 | San Francisco Giants                               | [ 59 ]                                             |
| 2013 | Rep. Dominicana (bandiera)                         | David Ortiz                                        | DH                                                 | AL                                                 | Boston Red Sox                                     | [ 60 ]                                             |
| 2014 | Stati Uniti (bandiera)                             | Madison Bumgarner                                  | P                                                  | NL                                                 | San Francisco Giants                               | [ 61 ]                                             |
| 2015 | Venezuela (bandiera)                               | Salvador Pérez                                     | C                                                  | NL                                                 | Kansas City Royals                                 | [ 62 ]                                             |
| 2016 | Stati Uniti (bandiera)                             | Ben Zobrist                                        | OF                                                 | NL                                                 | Chicago Cubs                                       | [ 63 ]                                             |
| 2017 | Stati Uniti (bandiera)                             | George Springer                                    | OF                                                 | AL                                                 | Houston Astros                                     | [ 64 ]                                             |
| 2018 | Stati Uniti (bandiera)                             | Steve Pearce                                       | 1B                                                 | AL                                                 | Boston Red Sox                                     | [ 65 ]                                             |
| 2019 | Stati Uniti (bandiera)                             | Stephen Strasburg                                  | P                                                  | NL                                                 | Washington Nationals                               | [ 66 ]                                             |
| 2020 | Stati Uniti (bandiera)                             | Corey Seager                                       | SS                                                 | NL                                                 | Los Angeles Dodgers                                | [ 67 ]                                             |
| 2021 | Cuba (bandiera)                                    | Jorge Soler                                        | OF/DH                                              | NL                                                 | Atlanta Braves                                     | [ 68 ]                                             |
| 2022 | Rep. Dominicana (bandiera)                         | Jeremy Peña                                        | SS                                                 | AL                                                 | Houston Astros                                     | [ 69 ]                                             |
| 2023 | Stati Uniti (bandiera)                             | Corey Seager                                       | SS                                                 | AL                                                 | Texas Rangers                                      | [ 70 ]                                             |
| 2024 | /                                                  | Freddie Freeman                                    | 1B                                                 | NL                                                 | Los Angeles Dodgers                                | [ 71 ]                                             |